# Olentangy Glacier
Olentangy Glacier är en glaciär i Antarktis. Den ligger i Västantarktis. Inget land gör anspråk på området. Olentangy Glacier ligger 1 603 meter över havet.
Terrängen runt Olentangy Glacier är varierad. Olentangy Glacier ligger nere i en dal. Trakten är obefolkad. Det finns inga samhällen i närheten.